# Tridentaria glossopaga
Tridentaria glossopaga är en svampart som beskrevs av Drechsler 1962. Tridentaria glossopaga ingår i släktet Tridentaria, divisionen sporsäcksvampar och riket svampar.   Inga underarter finns listade i Catalogue of Life.